# 普罗米修斯项目

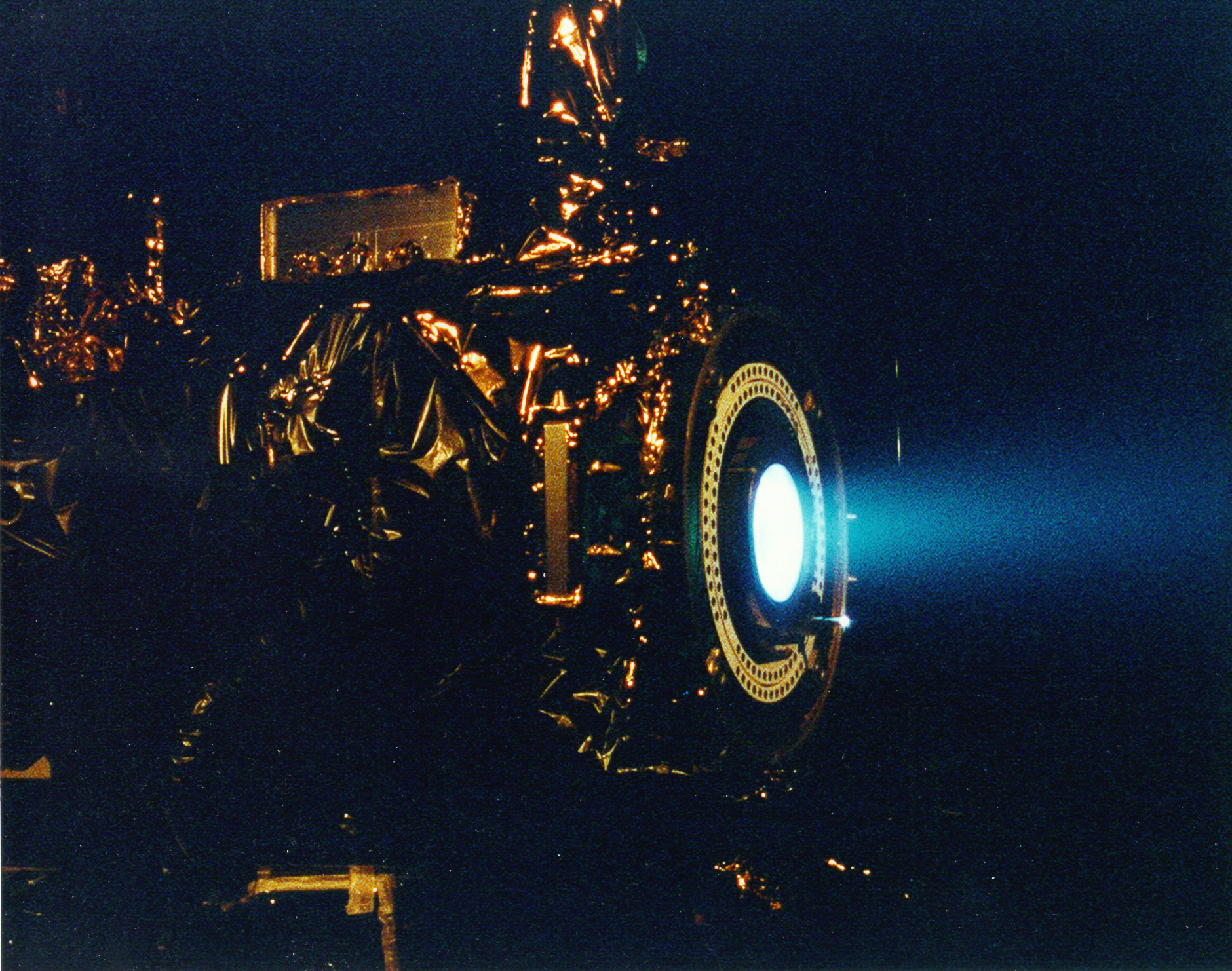
核反应堆可用来为离子发动机提供动力，就如这台使用在深空一号上的一样。

普罗米修斯项目（英语：Project Prometheus或Project Promethian）于2003年由美国宇航局建立，旨在为长期太空任务开发核动力系统，这是自1995年斯纳普项目取消以来，美国宇航局首次对核航天器推进领域进行的认真探索，但2005年该项目被取消。其预算从2005年的2.526亿美元缩减至2006年的1亿美元，其中有9000万美元用于取消合同的收尾费。

## 同名
最初被命名为“核系统倡议”的普罗米修斯荐，是以希腊神话中将火赠送给人类的最睿智泰坦之名命名的。美国航天局说，普罗米修斯这一名字表明希望建立一种了解自然、扩大太阳系探索能力新的工具。

## 动机
由于与太阳的距离，探索外行星的航天器受到严重限制，因为它们不能将太阳能作为机载仪器或离子推进系统的电能来源。以前的外行星探索任务如旅行者号和伽利略号探测器，都是依靠放射性同位素热能发电机作为主要供电源。与依赖放射性同位素自然衰变产生热量的热能发电机不同，普罗米修斯项目要求使用一座小型核反应堆作为主要动力源。
这样做的主要益处是：
- 与放射性同位素热能发电机相比，增加了发电量，使科学家和工程师在任务设计和操作方面具有更大的灵活性。
- 延长了航天器寿命。
- 增加了航程和推进力。
- 可实现高速数据链路传输。

## 任务
计划使用普罗米修斯核系统和技术的任务包括：
- 木星冰卫星轨道器

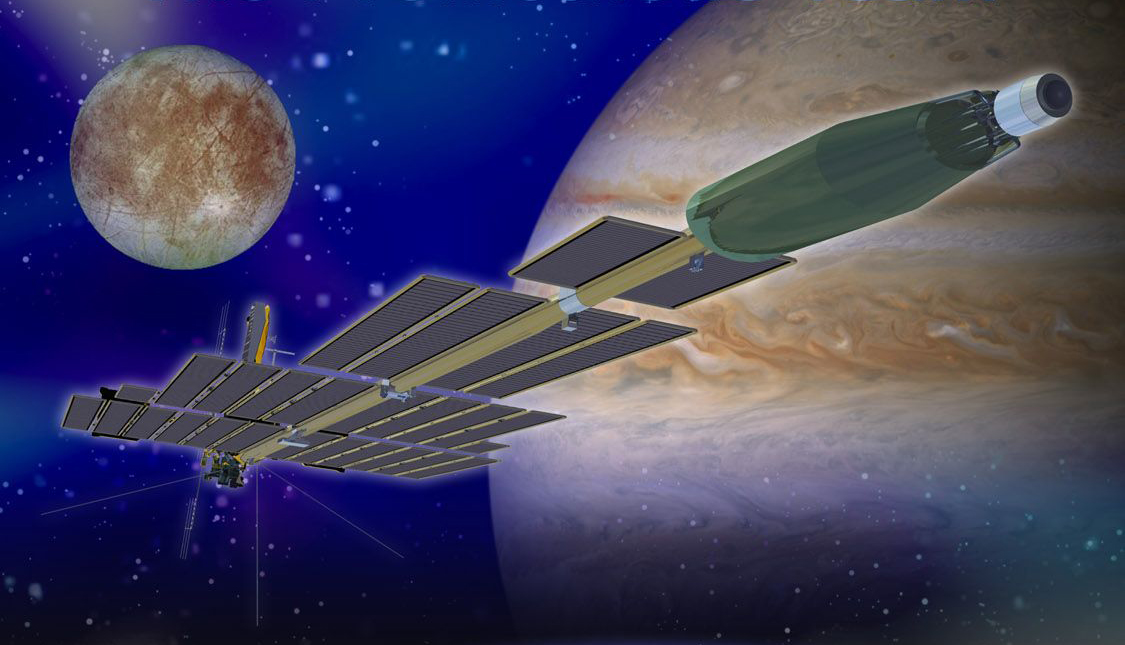
普罗米修斯一号(木星冰卫星轨道器)

- 探索木星的卫星木卫二、木卫三和木卫四。原计划是普罗米修斯项目的第一个任务，但被认为过于复杂和昂贵，2006年的预算削减了它的经费。美国宇航局转而考虑另一项更接近地球的目标进行任务示范，以测试反应堆和散热系统，可能是用一艘比原来尺寸缩小的航天器。

## 技术
普罗米修斯项目的重点是核电推进：
开发核反应堆为动力来发电的航天器。
这些电力将被用来驱动离子发动机，它既不研究也不追求核热推进（如火箭核引擎）。

## 合作
美国能源部（DOE）将实质性参与普罗米修斯项目，而负责监督美国海军核反应堆项目的美国海军反应堆管理处（Naval Reactors）将参与木星冰卫星轨道飞行器反应堆的设计和建造。